# Guanambi (ort)
Guanambi är en ort i Brasilien.   Den ligger i kommunen Guanambi och delstaten Bahia, i den östra delen av landet, 600 km öster om huvudstaden Brasília. Guanambi ligger 531 meter över havet och antalet invånare är 58 877.
Terrängen runt Guanambi är huvudsakligen platt, men söderut är den kuperad.
Runt Guanambi är det i huvudsak tätbebyggt. Runt Guanambi är det ganska glesbefolkat, med 21 invånare per kvadratkilometer.